# Jean Pierre Mustier
Jean Pierre Mustier (Chamalières, 18 gennaio 1961) è un imprenditore, banchiere e dirigente d'azienda francese, per diverso tempo CEO del gruppo bancario italiano UniCredit S.p.A., carica poi ceduta al nuovo CEO eletto dal consiglio d'amministrazione Andrea Orcel.

## Biografia
Laureato all’École polytechnique e presso l’École des Mines di Parigi.
Jean Pierre Mustier ha iniziato la sua carriera presso Société Générale, dove ha lavorato dal 1987 al 2009, operando principalmente nella divisione Corporate & Investment Banking. Ha svolto diversi ruoli in vari mercati e attività di finanziamento non solo in Europa, ma anche in Asia e negli Stati Uniti.
Jean Pierre Mustier è stato nominato responsabile della divisione Corporate & Investment Banking di Société Générale nel 2003 ed è inoltre stato membro dell'Executive Committee della banca. Nel settembre 2008, è diventato responsabile delle aree Asset Management, Private Banking e Securities Services.
Dopo aver lasciato Société Générale alla fine del 2009, ha lavorato come consulente per molti istituti finanziari e portato a termine numerose iniziative di fundraising per diverse imprese sociali ed enti no-profit, dei quali, in molti casi, è trustee.
All'inizio del 2011, è entrato in UniCredit come Vice Direttore Generale responsabile della Divisione Corporate & Investment Banking (CIB). È stato anche membro dell'Executive Management Committee. Dopo aver lasciato il suo incarico dirigenziale in UniCredit alla fine di dicembre 2014, è entrato a far parte dell'International Advisory Board della banca.
Nel gennaio 2015, Jean Pierre Mustier è divenuto socio, con sede a Londra, del gruppo di asset management Tikehau Capital, con lo specifico obiettivo di far crescere il gruppo a livello internazionale.
Il 30 giugno 2016 è stato cooptato come membro del CdA, venendo quindi nominato CEO del Gruppo UniCredit e Direttore Generale con decorrenza 12 luglio 2016. Insieme al passato presidente Fabrizio Saccomanni Mustier intraprende dal 2018 una larga azione di riassetto dell’Istituto bancario (il secondo d’Italia e tra i maggiori d’Europa), mirando a un’evoluzione della struttura del gruppo aumentando le potenzialità e la flessibilità e, in particolare, ottimizzando il costo della raccolta sotto diversi potenziali scenari macroeconomici.
A partire dal 1 luglio 2019, Jean Pierre è diventato Presidente della EBF.
Nel marzo 2020, a seguito della COVID-19 e seguendo le indicazioni della BCE, decide di non distribuire il dividendo per l'anno 2019 (pari a 0,63 euro per azione) che doveva essere distribuito ad aprile.
Nell'Aprile 2020 rinuncia al 25% del proprio compenso annuo, pari a circa 300.000 Euro, e al totale della sua remunerazione variabile che poteva giungere fino a 2,4 milioni di Euro.
Nell'anno 2020 il titolo perde oltre il 41%, Intesa Sanpaolo poco più del 18% e l'indice MIb il 7%.
Il 12 luglio 2016, giorno in cui è diventato CEO di UniCredit, il titolo era quotato in borsa 10,524 Euro; in data 11 febbraio 2021, giorno in cui dà le dimissioni, nonostante un aumento di capitale di 13 miliardi di euro nel febbraio 2017, e la mancata distribuzioni di dividendi nel 2020, il titolo è quotato in borsa 8,43 Euro.